# Snowboarden op de Olympische Winterspelen 2018 - Slopestyle vrouwen
Het onderdeel slopestyle voor vrouwen tijdens de Olympische Winterspelen 2018 vond plaats op 12 februari 2018 in het Bokwang Phoenix Park in Pyeongchang, nadat de kwalificatie een dag eerder was afgelast. Regerend olympisch kampioene was de Amerikaanse Jamie Anderson, Anderson wist haar titel met succes te verdedigen.

## Tijdschema
| Datum       | Lokale tijd | MET   | Ronde        |
| ----------- | ----------- | ----- | ------------ |
| 11 februari | 10:00       | 02:00 | Kwalificatie |
| 12 februari | 10:00       | 02:00 | Finale       |

## Uitslag
| Rang   | Bib | Naam                 | Land                           | 1e run | 2e run | Beste |
| ------ | --- | -------------------- | ------------------------------ | ------ | ------ | ----- |
| Goud   | 26  | Jamie Anderson       | Verenigde Staten               | 83.00  | 34.56  | 83.00 |
| Zilver | 20  | Laurie Blouin        | Canada                         | 49.16  | 76.33  | 76.33 |
| Brons  | 22  | Enni Rukajärvi       | Finland                        | 45.85  | 75.38  | 75.38 |
| 4      | 15  | Silje Norendal       | Noorwegen                      | 73.91  | 47.66  | 73.91 |
| 5      | 9   | Jessika Jenson       | Verenigde Staten               | 72.76  | 41.11  | 72.76 |
| 6      | 19  | Hailey Langland      | Verenigde Staten               | 41.26  | 71.80  | 71.80 |
| 7      | 11  | Sina Candrian        | Zwitserland                    | 66.35  | 39.80  | 66.35 |
| 8      | 8   | Sofja Fjodorova      | Olympische atleten uit Rusland | 27.53  | 65.73  | 65.73 |
| 9      | 13  | Yuka Fujimori        | Japan                          | 63.73  | 48.51  | 63.73 |
| 10     | 10  | Elena Könz           | Zwitserland                    | 17.28  | 59.00  | 59.00 |
| 11     | 25  | Julia Marino         | Verenigde Staten               | 55.85  | 41.05  | 55.85 |
| 12     | 5   | Asami Hirono         | Japan                          | 49.80  | 27.26  | 49.80 |
| 13     | 21  | Zoi Sadowski-Synnott | Nieuw-Zeeland                  | 26.70  | 48.38  | 48.38 |
| 14     | 16  | Reira Iwabuchi       | Japan                          | 48.33  | 31.06  | 48.33 |
| 15     | 24  | Anna Gasser          | Oostenrijk                     | 42.05  | 46.56  | 46.56 |
| 16     | 1   | Šárka Pančochová     | Tsjechië                       | 43.46  | 39.18  | 43.46 |
| 17     | 14  | Aimee Fuller         | Groot-Brittannië               | 34.63  | 41.43  | 41.43 |
| 18     | 12  | Isabel Derungs       | Zwitserland                    | 39.66  | 31.98  | 39.66 |
| 19     | 18  | Miyabi Onitsuka      | Japan                          | 33.25  | 39.55  | 39.55 |
| 20     | 4   | Carla Somaini        | Zwitserland                    | 36.71  | 23.08  | 36.71 |
| 21     | 17  | Brooke Voigt         | Canada                         | 24.36  | 36.61  | 36.61 |
| 22     | 23  | Spencer O'Brien      | Canada                         | 26.43  | 36.45  | 36.45 |
| 23     | 7   | Cheryl Maas          | Nederland                      | 31.71  | 35.30  | 35.30 |
| 24     | 3   | Klaudia Medlová      | Slowakije                      | 26.16  | 34.00  | 34.00 |
| 25     | 2   | Lucile Lefevre       | Frankrijk                      | 28.35  | 17.31  | 28.35 |
| 26     | 6   | Silvia Mittermüller  | Duitsland                      | 1.00   | DNS    | 1.00  |